# Customizing
Customizing is het aan de persoonlijke smaak aanpassen van een product. 
Customizen is vooral bekend bij auto's of motors.
Dit is het handigst als de motor al een factory custom is. In de accessoirehandel zijn de meeste onderdelen voorradig, zoals risers, 
Sissybars, Highway pegs, Forward Controls, sturen, tasjes, Sissybarbags, Toolrolls en lampen.